# Folkskoleseminariet i Umeå

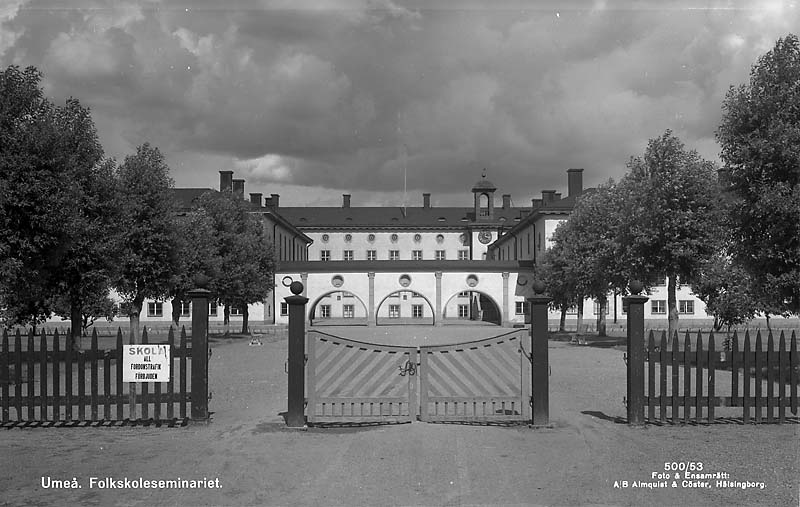
Folkskoleseminariet, 1940-tal.

Folkskoleseminariet i Umeå, nuvarande Minervaskolan, är en skolbyggnad på Öst på stan i Umeå som uppfördes 1923–25 efter ritningar av Byggnadsstyrelsens arkitekt Gustav Holmdahl. Sedan 1992 klassas byggnaden som byggnadsminne.

## Historik
I 1898 års stadsplan hade ett område i norra änden av Östra Esplanaden pekats ut som torg med eventuellt nytt teaterhus. Teatern kom dock att placeras på annat håll och torgområdet bakades istället in i den tomt som staden upplät för en ny seminariebyggnad, sedan det 1918 beslutats att folkskoleseminariet i Umeå skulle bli ett så kallat dubbelseminarium med parallellavdelning, på grund av den svåra lärarbristen i Norrland. Anläggningen ersatte då det gamla seminariet som var lokaliserat i nuvarande Hovrättsbyggnaden.
Anläggningen består av en central byggnad med tre och en halv våningar med vinkelställda trevåniga flyglar, gymnastiksal, simbassäng, bibliotek, skolkök samt slöjdsalar. På den fjärde sidan sluts gården av en öppen arkad som med en korridor binder ihop flyglarna. Fasaderna har gråvitfärgad puts och sockel medan trappor, portomfattningar och andra detaljer är av grå granit. Taken kläs av svartmålad plåt med karakteristiska höga ventilationspipor. I gårdens ena hörn finns en tornbyggnad med lanternin.
Seminariebyggnadens centralparti med huvudingången ligger i fonden av en kullerstenstäckt borggård. Denna gård och de slanka slätputsade huskropparna har inspirerats av svensk slottsarkitektur i allmänhet och Läckö och Skokloster slott i synnerhet. Holmdahl gav anläggningen en långsträckt form med smala flyglar för att anpassa byggnaden till markförhållandena på platsen samt intilliggande bebyggelse. Komplexets klassicistiska framtoning skulle associera till antikens akademier med utbildning och kunskap som symbol.
År 1962 fick den nya grundskolan en ny läroplan, vilket medförde att även lärarutbildningen måste reformeras. Höstterminen 1964 startade Lärarhögskolan i Umeå i seminariebyggnadens västra flygel, för att 1969 helt ersätta det gamla seminariet. Efter högskolereformen (U68) inlemmades Lärarhögskolan 1977 i Umeå universitet, och hela verksamheten flyttades successivt till campus.
Sedan 2001 bedriver friskolan Minervaskolan grundskoleverksamhet i lokalerna.